# Tratturo Celano-Foggia

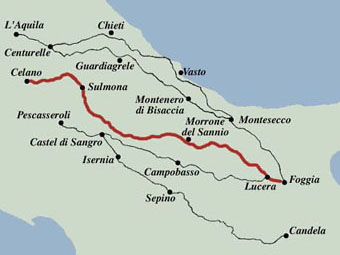
Mappa dei principali tratturi con evidenziato il Tratturo Celano-Foggia

Il tratturo Celano-Foggia è il secondo tratturo più lungo dell'Italia meridionale, dopo il tratturo L'Aquila-Foggia.

## Geografia
Era una delle direttrici della transumanza, con una lunghezza di circa 200 chilometri, partendo sotto Celano dalle sponde del Lago Fucino, in Abruzzo, ed arrivando a Foggia, in Puglia, presso il monumento dell'Epitaffio.
Il suo percorso è il più interno tra quelli dei tratturi principali (L'Aquila-Foggia e Pescasseroli-Candela), portandolo ad attraversare zone ancora non densamente abitate, come quelle tra il Parco nazionale della Maiella ed il Parco nazionale d'Abruzzo, Lazio e Molise in Abruzzo.
A Lucera riceve la confluenza del tratturo Lucera - Castel di Sangro, a sua volta interconnesso con il Pescasseroli - Candela. Questi tre tratturi sono ulteriormente interconnessi nella provincia di Campobasso dal braccio Centocelle-Cortile-Matese tra Ripabottoni e Sant'Elia a Pianisi. Altra interconnessione è quella con il tratturo Ateleta-Biferno ed il tratturo Lucera-Castel di Sangro tramite il tratturello Castel del Giudice-Sprondasino-Pescolanciano.

## Percorso
I comuni attraversati dal tratturo sono:
- Abruzzo
  - Provincia dell'Aquila
    - Celano, Aielli, Cerchio, Collarmele, Castelvecchio Subequo, Castel di Ieri, Goriano Sicoli, Raiano, Prezza, Pratola Peligna, Sulmona, Pettorano sul Gizio, Rocca Pia, Rivisondoli, Roccaraso, Castel di Sangro
- Molise
  - Provincia di Isernia
    - San Pietro Avellana, Vastogirardi, Carovilli, Agnone, Pietrabbondante, Civitanova del Sannio, Bagnoli del Trigno

  - Provincia di Campobasso
    - Salcito, Trivento, Lucito, Castelbottaccio, Morrone del Sannio, Ripabottoni, Sant'Elia a Pianisi, Bonefro, San Giuliano di Puglia
- Puglia
  - Provincia di Foggia
    - Casalnuovo Monterotaro, Casalvecchio di Puglia, Castelnuovo della Daunia, Torremaggiore, Lucera, Foggia

## Monumenti e luoghi d'interesse
Dal punto di vista naturalistico, il tratturo attraversa una zona degli Appennini ricca di parchi, tra i quali:
- Parco nazionale della Maiella;
- Riserva naturale Collemeluccio.

Zone archeologiche nei pressi del percorso si trovano a:
- Vastogirardi;
- Pietrabbondante.

Chiese legate alla transumanza sono:
- Chiesa di Santa Maria delle Grazie a Collarmele;
- Badia Morronese a Sulmona;
- Santuario della Madonna della Portella a Rivisondoli;
- Chiesa delle Croci a Foggia.

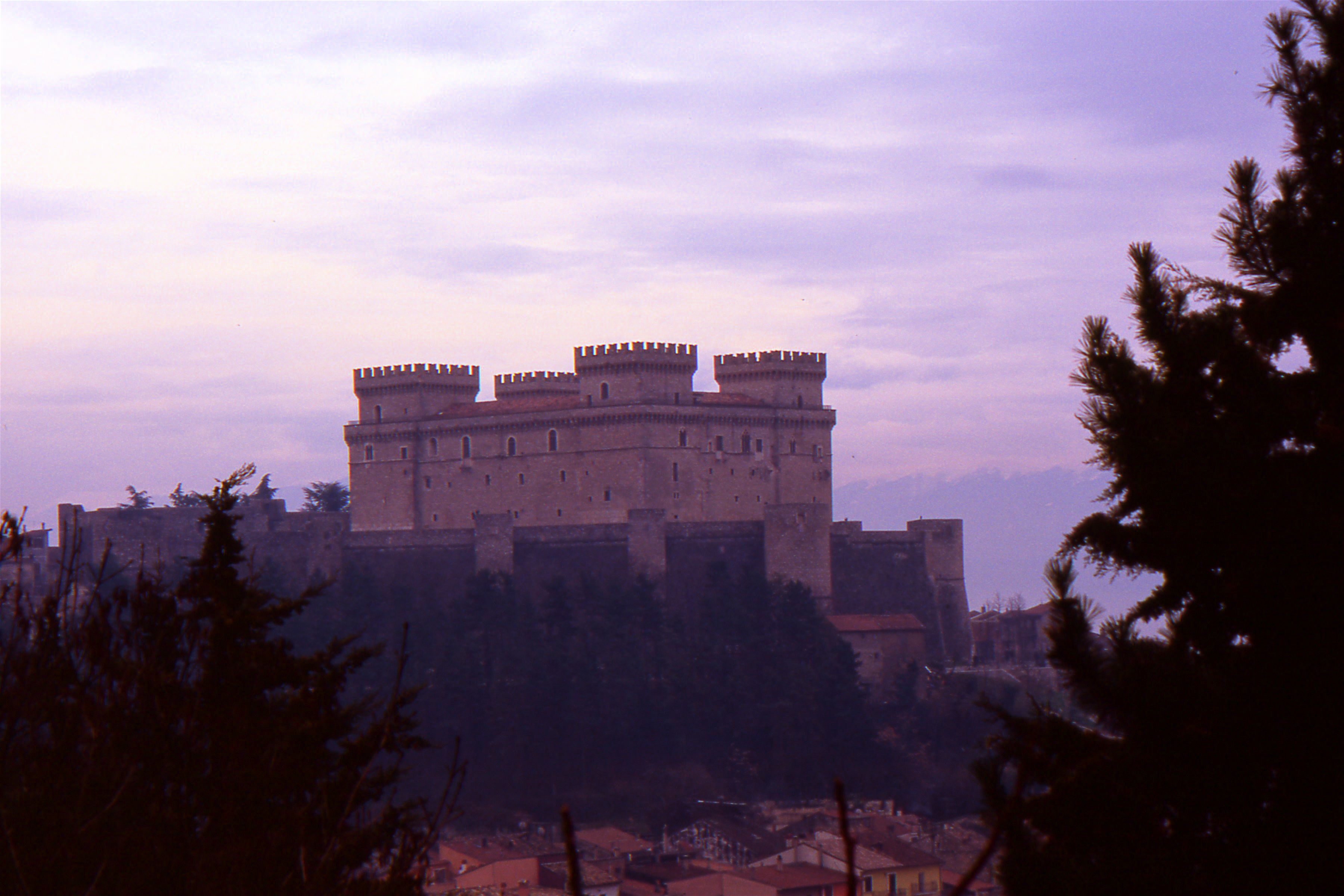
Celano: Castello Piccolomini
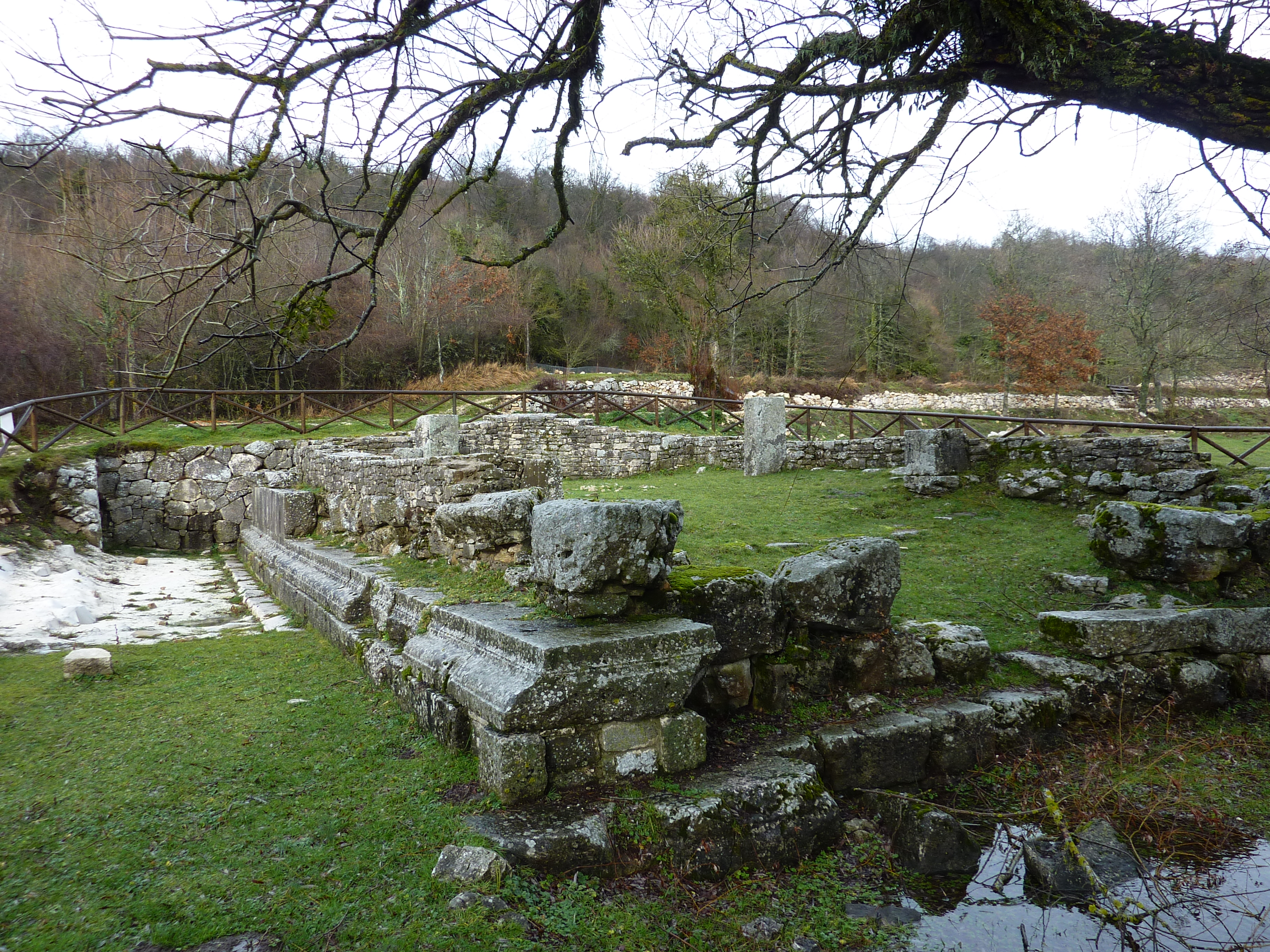
Vastogirardi: Tempio Italico
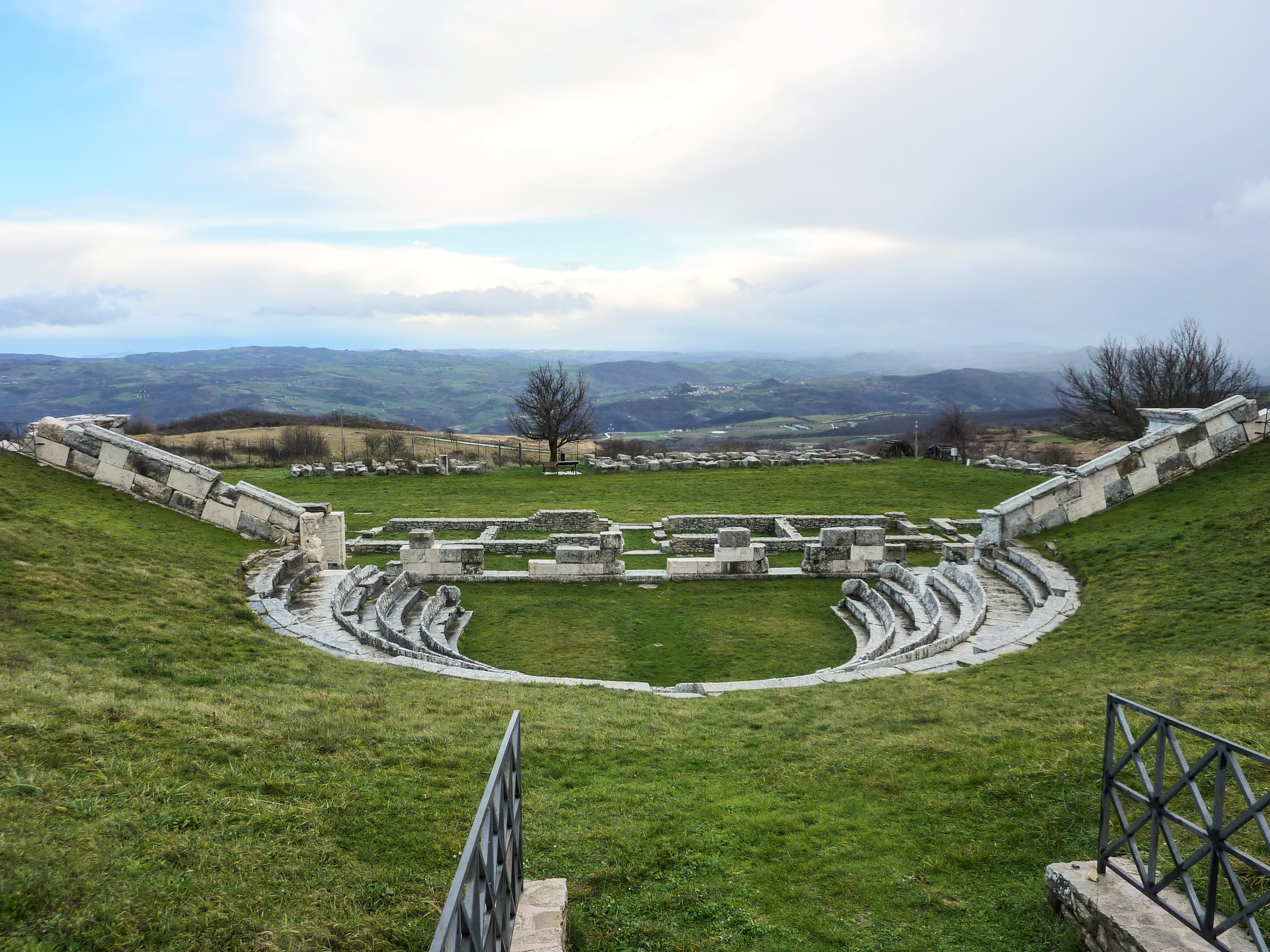
Pietrabbondante: Teatro Italico
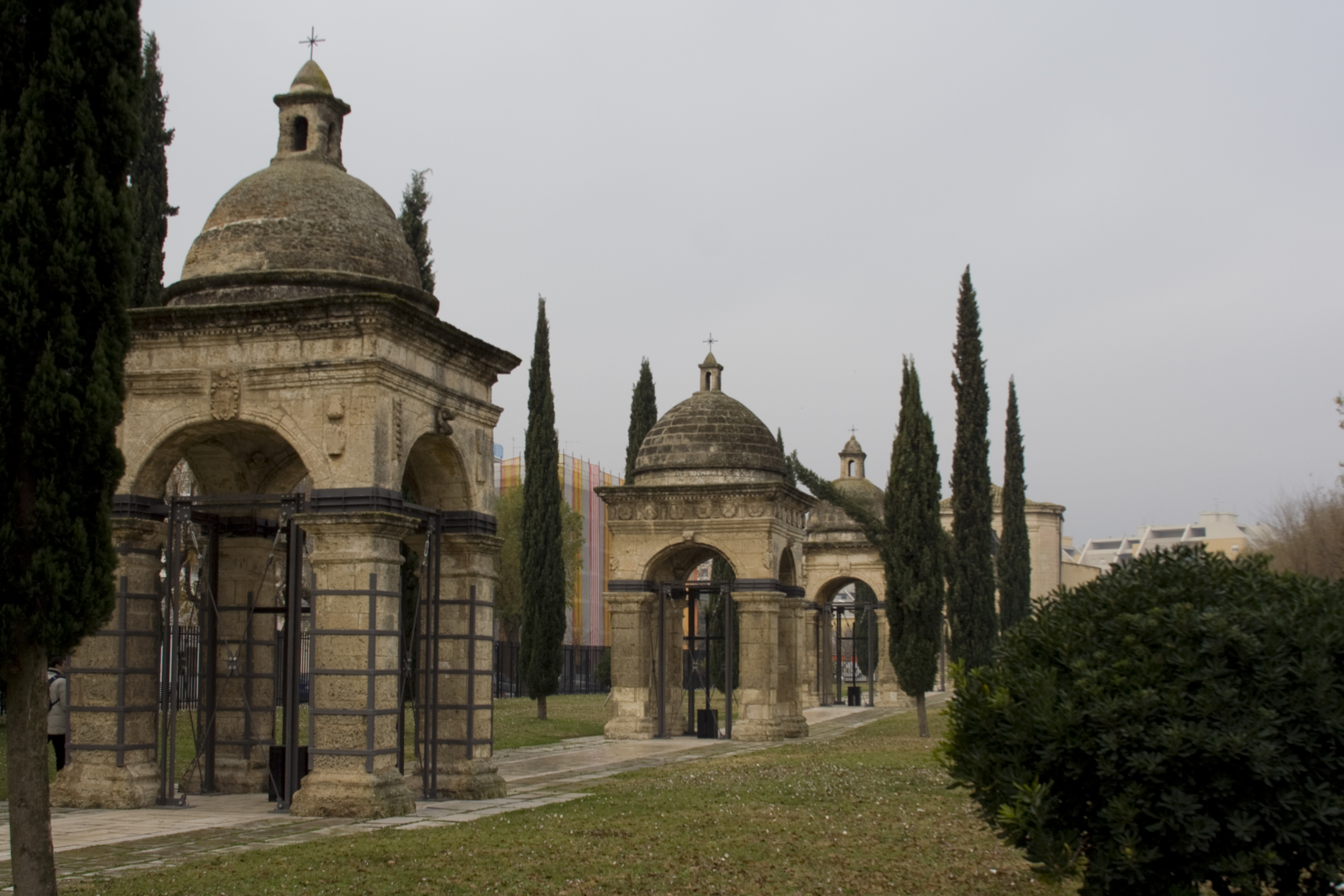
Foggia: Chiesa delle Croci